# Charmosyna josefinae
Charmosyna josefinae là một loài chim trong họ Psittacidae.